# Hansjörg Aschenwald
Hansjörg Aschenwald   (Schwaz, 28 de juny de 1965) és un esquiador nòrdic austríac, ja retirat, especialista en combinada nòrdica, que va competir a finals dels anys vuitanta i principis dels noranta.
El 1988 va prendre part en els Jocs Olímpics d'Hivern de Calgary, on va disputar dues proves del programa de la combinada nòrdica. En la prova individual fou vint-i-quatrè, mentre en la prova per equips guanyà la medalla de bronze, tot formant equip amb Günther Csar i Klaus Sulzenbacher.
Fou trentè a la general de la Copa del Món de combinada nòrdica de les temporades 1990/91 i 1992/93.